# 秋田労働局
秋田労働局（あきたろうどうきょく）は、秋田県秋田市にある日本の都道府県労働局で、秋田県を管轄している。

## 所在地
- 本局
  - 秋田県秋田市山王七丁目1番3号 秋田合同庁舎4階・3階（第一庁舎）
  - 秋田県秋田市山王三丁目1番7号 東カンビル5階（第二庁舎）

## 組織
局長
- 総務部
  - 総務課、企画室、労働保険徴収室
- 労働基準部
  - 監督課、健康安全課、賃金室、労災補償課
- 職業安定部
  - 職業安定課、職業対策課、求職者支援室
- 雇用均等室

## 出先機関
- 労働基準監督署（6署）
  - 秋田労働基準監督署（秋田市）
  - 能代労働基準監督署（能代市）
  - 大館労働基準監督署（大館市）
  - 横手労働基準監督署（横手市）
  - 大曲労働基準監督署（大仙市）
  - 本荘労働基準監督署（由利本荘市）

- 公共職業安定所（ハローワーク、8所3出張所）
  - 秋田公共職業安定所（秋田市）
    - 男鹿出張所（男鹿市）

  - 能代公共職業安定所（能代市）
  - 大館公共職業安定所（大館市）
    - 鷹巣出張所（北秋田市）

  - 大曲公共職業安定所（大仙市）
    - 角館出張所（仙北市）

  - 本荘公共職業安定所（由利本荘市）
  - 横手公共職業安定所（横手市）
  - 湯沢公共職業安定所（湯沢市）
  - 鹿角公共職業安定所（鹿角市）

## 管轄
- 秋田県全域